# Suze Rotolo

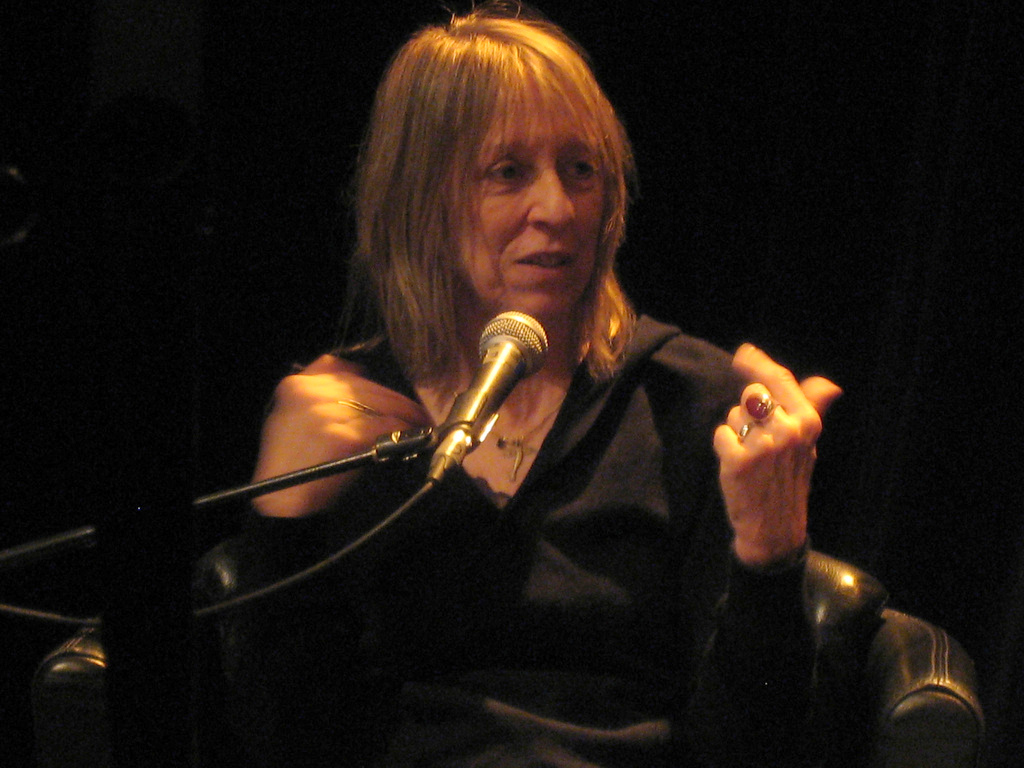
Suze Rotolo

Suze Rotolo, właśc.Susan Elizabeth Rotolo (ur. 20 listopada 1943 w Nowym Jorku, zm. 24 lutego 2011 w Nowym Jorku) – amerykańska artystka.
Jej rodzice byli komunistami. Pomiędzy rokiem 1961 i 1963 przyjaciółka i muza Boba Dylana. Jej postać znalazła się na okładce albumu artysty The Freewheelin’ Bob Dylan. W okresie po rozstaniu z Susan Bob Dylan skomponował m.in. dwa utwory One Too Many Mornings i Boots of Spanish Leather umieszczone na płycie The Times They Are a-Changin’.
Inne utwory inspirowane postacią Suze to Don't Think Twice, It's Alright and Tomorrow is a Long Time.
W 2008 roku wydała pamiętniki „A Freewheelin’ Time: A Memoir of Greenwich Village in the Sixties”.